# Manoir de Saint-Malo (Ploërmel)

Le manoir de Saint-Malo est un manoir situé au lieu-dit Saint-Malo, à Ploërmel dans le Morbihan (France).

## Histoire
Un premier château est attesté à cet emplacement dès 1257,. En 1677, les Ursulines de Ploërmel en deviennent propriétaires et le restent jusqu'à la Révolution où le manoir est vendu comme bien national.
Un château est construit à proximité du manoir du même nom en 1900 par la famille Mesny, qui a acquis le manoir à la fin du XIXe siècle. Le manoir est répertorié à l'inventaire général du patrimoine culturel depuis 1986.